# Muzeum Gdańska

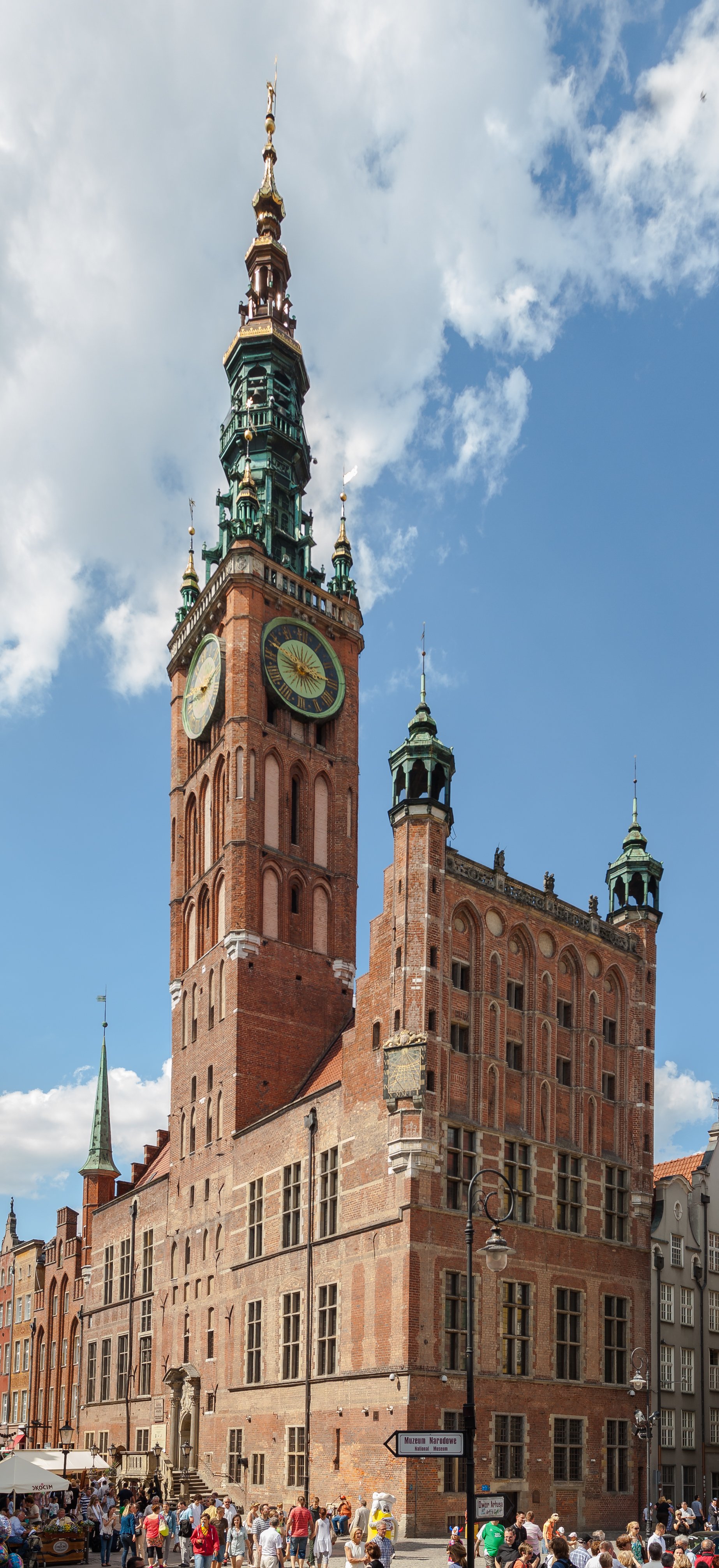
Das Rechtstädtische Rathaus

Das Muzeum Gdańska (polnisch für „Danziger Museum“) in Danzig wurde 1970 im Rechtstädtischen Rathaus der Stadt eröffnet. Von 1973 bis 2017 wurden mehrere Zweigstellen gegründet oder von anderen Institutionen übernommen, während zwei Einrichtungen abgegeben oder geschlossen wurden. Das Museum wird seit November 2015 vom Archäologen Waldemar Ossowski geleitet.

## Zweigstellen des Danziger Museums
- Rechtstädtisches Rathaus
- Artushof mit Nachbarhäusern
- Uphagenhaus
- Festung Weichselmünde (Twierdza Wisłoujście)
- Westerplatte, Wachhaus Nr. 1
- Bernsteinmuseum im Stockturm
- Turmuhrenmuseum in der Katharinenkirche
- Museum der Polnischen Post
- Eisenhammer (Kuźnia Wodna) bei Oliva (Oliwa)
- Museum des Danziger Sports und Tourismus (Na Podmurzu, 1988–2008)
- Leeges Tor (2006–2014)

## Geschichte
Das Museum wurde am 31. März 1970 gegründet und am 2. April 1970 im historischen Rathaus der Rechtstadt eröffnet. Von Januar 2000 bis 30. Januar 2018 war es offiziell das Historische Museum der Stadt Danzig (Muzeum Historii Miasta Gdańska, MHMG).
Als letzte Zweigstelle kam 2017 der Eisenhammer in Oliva vom Technischen Museum in Warschau hinzu. Das Leege Tor (Niedertor) war von 2006 bis 2014 eine Filiale. Das Museum des Danziger Sports und Tourismus  wurde 2008 geschlossen.

### Direktoren
- 1971–1972 Józef Kuszewski
- 1972–1976 Tadeusz Matusiak
- 1976–1988 Mirosław Gliński
- 1989–2015 Adam Koperkiewicz
- 2015–2015 Grzegorz Szychliński
- 2015–derzeit Waldemar Ossowski